# Гурович, Илья Матвеевич
Илья Матвеевич Гурович (21 апреля 1915, Луганск, Екатеринославская губерния — 1991, Москва) — военный строитель, участник Великой Отечественной войны, генерал-майор, руководитель строительства Байконура, лауреат Ленинской премии, почётный строитель Казахстана.

## Биография
Родился в семье рабочего. Выпускник Московского индустриального института 1937 года. После окончания института работал прорабом на стройке. В 1940 году начал службу в Красной армии. С первого дня Великой Отечественной войны на фронте. Командовал различными сапёрными и строительными частями. Руководил рекогносцировочными работами на Южном, Сталинградском, 3-м и 4-м Украинских фронтах. Окончил войну в звании инженер-майора.
После войны до 1955 года работал на различных военно-строительных должностях. Строил здание библиотеки имени Ленина в Москве и аэропорт в Ташкенте. С 1955 года — на строительстве Байконура. В 1955—1960 годах был начальником производственного отдела. С 1960 года — главный инженер строительства, с 1962 года — начальник технического отдела. После смерти Георгия Шубникова в 1965 году стал начальником строительства. Гурович руководил строительством и реконструкцией комплекса здания и сооружений для испытаний целого ряда межконтинентальных и космических ракет.
В 1975 году вышел в отставку. На пенсии работал старшим экспертом Главного управления Государственной экспертизы проектов и смет Госстроя СССР. Был заместителем председателя секции ветеранов военного строительства космодрома Байконур.

## Награды
- Ленинская премия;
- Орден Ленина;
- Орден Отечественной войны I степени;
- Орден Отечественной войны II степени;
- Три Ордена Красной Звезды;
- Орден Трудового Красного Знамени;
- Медаль «За боевые заслуги»;
- Медаль «За оборону Кавказа»;
- Медаль «За оборону Сталинграда»;
- Медаль «За победу над Германией в Великой Отечественной войне 1941—1945 гг.»;
- всего 22 медали (6 в военное время и 16 — в мирное).